# Roßleithen
Roßleithen è un comune austriaco di 1 898 abitanti nel distretto di Kirchdorf an der Krems, in Alta Austria.